# Marie-Hélène Breillat
Marie-Hélène Breillat (Talence, 2 giugno 1947) è un'attrice, pittrice e scrittrice francese.
Ha preso parte in circa 30 ruoli tra cinema e televisione; tra questi vi è Ultimo tango a Parigi.
Era sposata con il regista Édouard Molinaro ed è sorella della regista Catherine Breillat.

## Filmografia parziale
- Morire d'amore (Mourir d'aimer...), regia di André Cayatte (1971)
- La mandarina (La Mandarine), regia di Édouard Molinaro (1972)
- Ultimo tango a Parigi, regia di Bernardo Bertolucci (1972)
- L'ironia della sorte (L'Ironie du sort), regia di Édouard Molinaro (1974)
- La polizia indaga: siamo tutti sospettati (Les Suspects), regia di Michel Wyn (1974)
- Dracula padre e figlio (Dracula père et fils), regia di Édouard Molinaro (1976)
- Le portrait de Dorian Gray, regia di Pierre Boutron (1977)
- Movimenti notturni (Tapage nocturne), regia di Catherine Breillat (1979)
- Doktor Faustus, regia di Franz Seitz (1982)